# Islas Shepherd
Las islas Shepherd son un grupo de pequeñas islas situadas entre las islas de Epi y Éfaté, en la parte central de archipiélago de las islas Vanuatu. Administrativamente, pertenecen a la provincia de Shefa de Vanuatu.
De norte a sur las principales islas son Laika, Tongoa (Kuwaé), Tongariki, Émaé (Mai), Makira (Emwae), Mataso (Matah) y Monument (Étarik). Émaé y Tongoa son las islas más grandes del archipiélago. El punto más alto se registra en Émaé con 644 m s. n. m. En Tongariki también se sobrepasan los 500 metros.
En la región existen varios volcanes, de los cuales dos son importantes volcanes submarinos, el Kuwae y el Makura. Las islas surgen mayoritariamente del contorno de las calderas de estos volcanes.

## Lenguas
La mayoría de habitantes de las islas son melanesios como en el resto de Vanuatu. Sin embargo la isla de Émaé constituye un enclave polinesio en la zona. Junto con el futunés, existen otras tres lenguas en las islas, el Éfaté Septentrional hablado en Tongoa, el Namakura, hablando en Mataso, Makura, Tongoa y Tongariki y el Lelepa hablado en Lelepa. Todas estas lenguas son también habladas en Éfaté y se encuentran estrechamente relacionadas formando parte del grupo de lenguas de Vanuatu Central.